# Mankovce
Mankovce (allemand : Mankowitz, hongrois : Mankóc) est un village de Slovaquie situé dans la région de Nitra.

## Histoire
Première mention écrite du village en 1345.

## Démographie

### Évolution de la population
| Année:               | 1994. | 2004.   | 2014.   | 2024.   |
| -------------------- | ----- | ------- | ------- | ------- |
| Nombre de personnes: | 535   | 539     | 535     | 510     |
| Différence:          |       | +0,74 % | -0,74 % | -4,67 % |

| Année:               | 2023. | 2024.   |
| -------------------- | ----- | ------- |
| Nombre de personnes: | 516   | 510     |
| Différence:          |       | -1,16 % |